# Victoria Kaspi
Victoria Michelle "Vicky" Kaspi (Austin, 30 de junio de 1967) es una astrofísica estadounidense-canadiense y profesora en la Universidad McGill. Su investigación se centra principalmente en las estrellas de neutrones y púlsares.

## Biografía
Kaspi nació en Austin, Texas, pero su familia se mudó a Canadá cuando ella tenía siete años. Completó sus estudios de Grado en la Universidad McGill en 1989, y acudió a la Universidad de Princeton para sus estudios de postgrado, consiguiendo su Doctorado en 1993 bajo la supervisión del astrofísico ganador del Premio Nobel Joseph Taylor Después de trabajar en el Instituto de Tecnología de California, el Laboratorio de Propulsión a Reacción, y el Instituto de Tecnología de Massachusetts, obtuvo un puesto en el profesorado de McGill en 1999. En McGill, ostentó la primera Cátedra de Investigación de Canadá de la McGill, y en 2006 fue nombrada la Profesora Lorne Trottier de Astrofísica. También es socia en el Instituto Canadiense de Investigación Avanzada.
Kaspi es judía. Su marido, David Langleben, es un cardiólogo en McGill y jefe de cardiología en el Hospital General Judío Sir Mortimer B. Davis en Montreal.

## Investigación
Las observaciones de Kaspi sobre el púlsar asociado con el resto de supernova G11.2−0.3 en la constelación Sagitario, utilizando el Observatorio Chandra de Rayos X, mostraron que el púlsar estaba en el centro exacto de la supernova, el cual había sido observado en 386 CE por los chinos. Este púlsar fue solo el segundo púlsar conocido asociado con un resto de supernova, el primero fue el de la Nebulosa del Cangrejo, y sus estudios fortalecieron enormemente la relación conjeturada entre los púlsares y las supernovas. Además, esta observación puso en duda los métodos anteriores de fechar los púlsares por su velocidad de giro; estos métodos le dieron al púlsar una edad 12 veces superior a la supernova.
La investigación de Kaspi con el Rossi X-ray Timing Explorer mostró que los repetidores de gamma suave, fuentes astronómicas de ráfagas de rayos gamma irregulares, y los púlsares de rayos X anómalos, pulsares de rotación lenta con altos campos magnéticos, ambos podrían ser explicados como magnetares.
Ella también ayudó a descubrir el púlsar con la velocidad de rotación más rápida conocida, PSR J1748-2446ad, cúmulos estelares con una alta concentración de púlsares, y (utilizando el Telescopio de Green Bank) el "reciclaje cósmico" de un púlsar de giro lento en un púlsar de milisegundos mucho más rápido.

## Premios y honores
Kaspi ganó el Premio Annie Jump Cannon en Astronomía de la Sociedad Astronómica Estadounidense en 1998, la Medalla Herzberg de la Asociación Canadiense de Físicos en 2004, el Premio Steacie en 2006, la Medalla Rutherford Memorial de la Sociedad Real de Canadá en 2007, y el Prix Marie-Victorin, el premio científico más alto de la provincia de Quebec, en 2009. En 2010, fue nombrada socia de la Royal Society. Kaspi recibió el Premio John C. Polanyi en 2010. En 2016, fue galardonada con la Medalla Dorada de Canadá Gerhard Herzberg por las Ciencias y la Ingeniería, la primera mujer en recibir este premio. En 2016, Kaspi se le invistió como camarada de la Orden de Canadá, el segundo honor civil más alto de Canadá.